# اریادور
اریادور ناحیه‌ای بزرگ در داستان‌های خیالی جی. آر. آر. تالکین است که در محدودهٔ سرزمین میانی جای دارد. شایر سرزمینی که در دورهٔ سوم مشهور شد در مرکز اریادور قرار دارد. نام دیگر اریادور که ترجمهٔ واژهٔ آن است، سرزمین تنها است.

## گذشته

### سرزمین‌ها
اریادور در آغاز کاملاً جنگل بود اما در دورهٔ دوم، دونداین‌ها بیشتر درختان جنگل را بریدند تا کشتی بسازند. در پایان دورهٔ دوم و آغاز دورهٔ سوم بیشتر اریادور در قلمرو آرنور قرار گرفته بود اما آرنور بعدها تجزیه شد و به پادشاهی‌های رودور، آرتدین و کاردولان تقسیم شد. شایر بخشی از پادشاهی پیشین آرتدین ماند اما بری و روستاهای همسایه اش در مرز کاردولان ماندند.
دیگر سرزمین‌های مهم که در اریادور قرار داشتند عبارتند از: ریوندل، پردیس‌های خاکستری، پادشاهی رها شدهٔ هولین یا اِرِگیون و آنگمار است.

### جمعیت
در بیشتر تاریخ سرزمین میانه، اریادور کم جمعیت بوده است از این رو به آن سرزمین تنها هم می‌گویند. در هنگامهٔ جنگ حلقه ساکنان اصلی اریادور در شایر، بری، ریوندل و پردیس‌های خاکستری بود. البته رفت‌وآمدهایی ار سوی کوتوله‌هایی که در ارد لیندون معدن کاری می‌کردند وجود داشت. همچنین گروه اندکی از انسان‌ها نیز به صورت شکارچی-گردآورنده در جنگل‌های مینهیریات زندگی می‌کردند.
سوارکارانی اهل شمال از قلمرو اریادور نگهبانی می‌کردند این سواران از باقی ماندهٔ پادشاهی آرنور بودند.